# جون بيري (موسيقي)
جون بيري (بالإنجليزية: John Berry)‏ هو موسيقي ومغني ومغن مؤلف أمريكي، ولد في 14 سبتمبر 1959 في أيكن في الولايات المتحدة.

## وصلات خارجية
- الموقع الرسمي
- جون بيري على موقع ميوزك برينز (الإنجليزية)
- جون بيري على موقع ديسكوغز (الإنجليزية)